# Ceratagallia califa
Ceratagallia califa är en insektsart som beskrevs av Paul W. Oman 1939. Ceratagallia califa ingår i släktet Ceratagallia och familjen dvärgstritar. Inga underarter finns listade i Catalogue of Life.